# Carmen María Porter Ucha
Carmen María Porter Ucha (Madrid, 23 d'agost de 1974) és una periodista espanyola.

## Biografia
Està llicenciada en periodisme per la Universitat Complutense de Madrid i la Universitat Europea de Madrid. És esposa del també periodista Iker Jiménez i, des dels seus començaments professionals col·labora amb ell en nombrosos projectes en els mitjans de comunicació.
La seva carrera professional va començar a tenir notorietat arran de la seva tasca amb Jiménez al programa de ràdio Milenio 3, emès per la Cadena SER des de 2001. No obstant això, les majors cotes de popularitat les deu a l'espai televisiu Cuarto Milenio, que condueix des de 2005, també de nou al costat del seu marit en la cadena d'àmbit nacional Cuatro.
Quant a la seva trajectòria en publicacions escrites, col·labora habitualment revista Más Allá i durant un temps va ser cap de redacció en la revista Enigmas del hombre y del universo. D'altra banda, ha escrit cinc llibres, sempre tractant temes propers al misteri i paranormal. També coordina el blog La Nave de la Moda.
Ampliant la seva trajectòria professional, el 9 d'abril de 2013 va començar a dirigir i presentar Al otro lado a Telecinco, un programa de monogràfics que reciclava temes ja emesos anteriorment a Cuarto Milenio. No obstant això, aquesta circumstància no va significar una ruptura professional amb Iker Jiménez, ja que va seguir amb la seva tasca a Cuarto Milenio. Després de la segona emissió, el 16 d'abril, al·legant problemes personals i de compatibilitat laboral, Al otro lado va ser retirat de la graella de Telecinco.

## Publicacions
- Misterios de la Iglesia. Ed. EDAF, S. A., 2002. ISBN 8441411042
- La sábana Santa: ¿Fotografía de Jesucristo?. Ed. EDAF, S. A., 2003. ISBN 8441412413
- La Iglesia y sus demonios. Ed. EDAF, S. A., 2005. ISBN 8441417733
- Milenio 3: El libro. Aguilar, S. A. d'ediciones-Grupo Santillana, 2006. ISBN 8403097107

## Ràdio
- Milenio 3 de Cadena SER (2001/2015)

## Televisió
- El otro lado de la realidad (2004-2005)
- Cuarto milenio (2005-2020)
- Las mañanas de Cuatro (2006-2010)
- Al otro lado (2013)
- Milenio Live (2018-